# Юг (военно-морская база Украины)
Военно-морская база «Юг» (укр. Військово-морська база «Південь»; до марта 2018 года — Западная военно-морская база, укр. Західна військово-морська база) — главная военно-морская база Военно-морских сил Украины, располагающаяся в Одессе, в Практической гавани.

## История

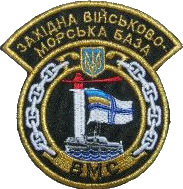
Нарукавный знак (до 2018)

8-9 апреля 1994 года в Одессе происходило силовое противостояние, связанное с отказом соединений Черноморского флота выполнять указания Министерства обороны Украины. Украинская сторона обвинила Россию в похищении российскими военными радионавигационного оборудования. В результате событий над рядом кораблей были подняты государственные флаги Украины.
10 апреля решением Украинского правительства на базе расформированного 318-го дивизиона консервации ЧФ был создан Западный морской район ВМС Украины, первым командиром которого стал капитан 1 ранга Дмитрий Украинец.
В 2002 году Западный морской район был переименован в Западную военно-морскую базу ВМС ВС Украины.
После аннексии Крыма Российской Федерацией в 2014 году, Западная военно-морская база стала главной базой ВМС Украины.
5 июля 2015 года, Председатель Одесской областной государственной администрации Михаил Саакашвили сообщил, что штаб Военно-морских сил Украины будет расположен в Одесском доме профсоюзов:
«Президент принял решение, что Одесса станет городом базирования ВМС Украины. Для этого нужно найти штаб базирования ВМС. Мы решили сделать это в Доме профсоюзов»
Михаил Саакашвили
В 2017 году, согласно реформе Вооружённых сил Украины, база перешла на систему питания по стандартам НАТО.
В 2018 году Западная военно-морская база ВМС Украины переформирована в Военно-морскую базу «Юг». В рамках декоммунизации, со зданий военно-морской базы были сняты элементы советской геральдики.

## Структура
В состав Западной военно-морской базы Украины входят:
- 30-й дивизион надводних кораблей, до 2018 года 1-я бригада надводных кораблей — в/ч А0937.
- 1-й дивизион охраны и обеспечения — в/ч А2951.
- 24-й отдельный дивизион речных катеров — в/ч А1368.
- 28-й отдельный дивизион аварийно-спасательной службы — в/ч А4414.

## Командиры
- Дмитрий Украинец (1994) — капитан 1-го ранга
- Карен Хачатуров (2009—2012) — капитан 1-го ранга[8]
- Игорь Зайцев (и.о. 2013) — капитан 2-го ранга[9]
- Евгений Кинзерский (до 19.25.2015) — капитан 1-го ранга
- Алексей Доскато (с 19.05.2015) — капитан 1-го ранга[10]